# Robert Saint-Pé

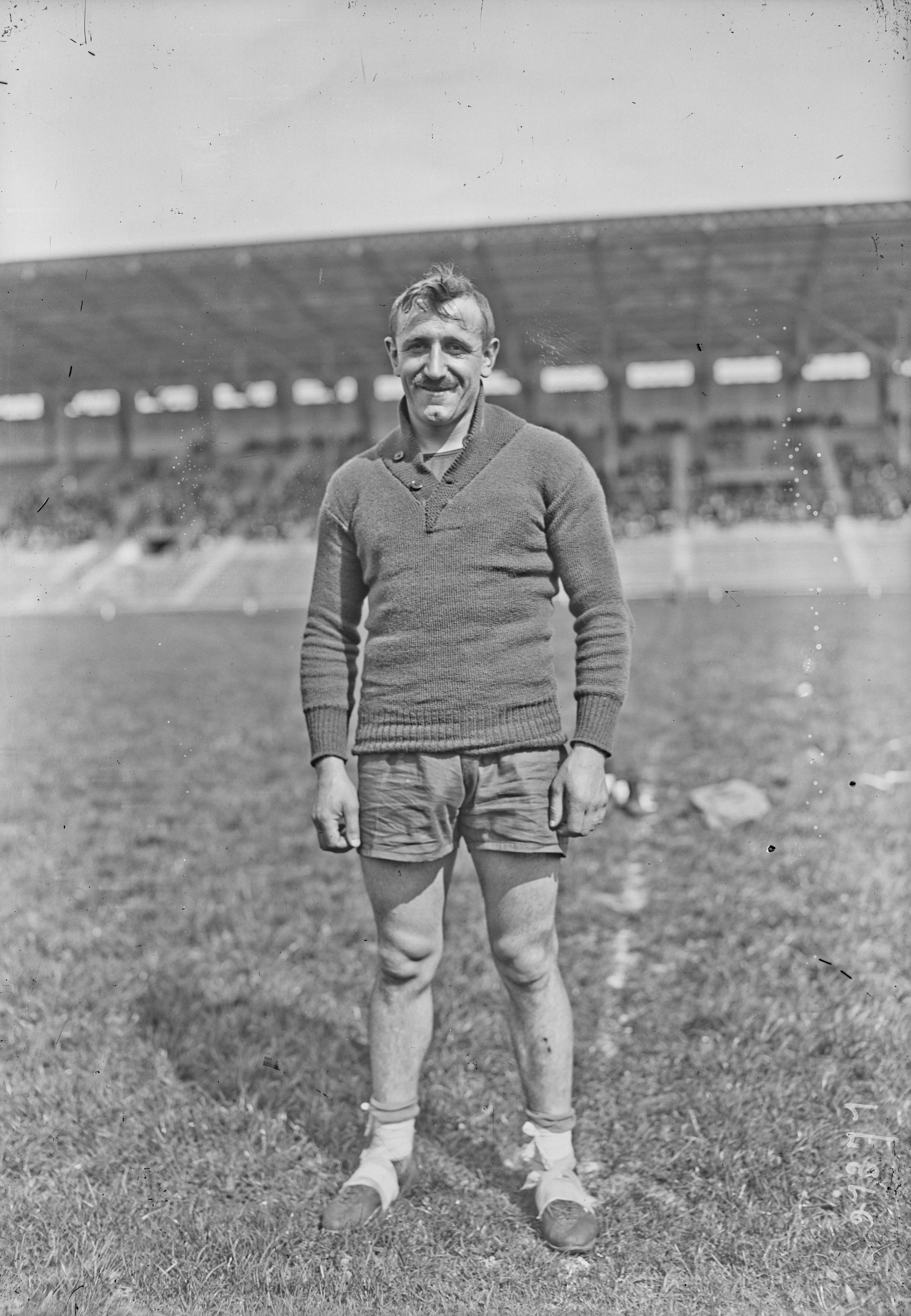
Robert Saint-Pé, 1924

Robert Saint-Pé (Robert Camille Saint-Pé; * 16. Juli 1899 in Bordeaux; † 13. Juni 1988 in Mont-de-Marsan) war ein französischer Hammerwerfer.
Bei den Olympischen Spielen 1924 in Paris wurde er Zehnter und bei den Leichtathletik-Europameisterschaften 1938 in Paris Achter.
Achtmal wurde er Französischer Meister (1926, 1928, 1931–1936). Seine persönliche Bestleistung von 46,96 m stellte er 1936 auf.